# William Nott

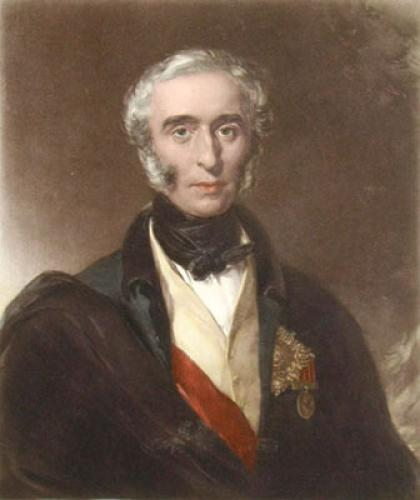
Portret Williama Notta

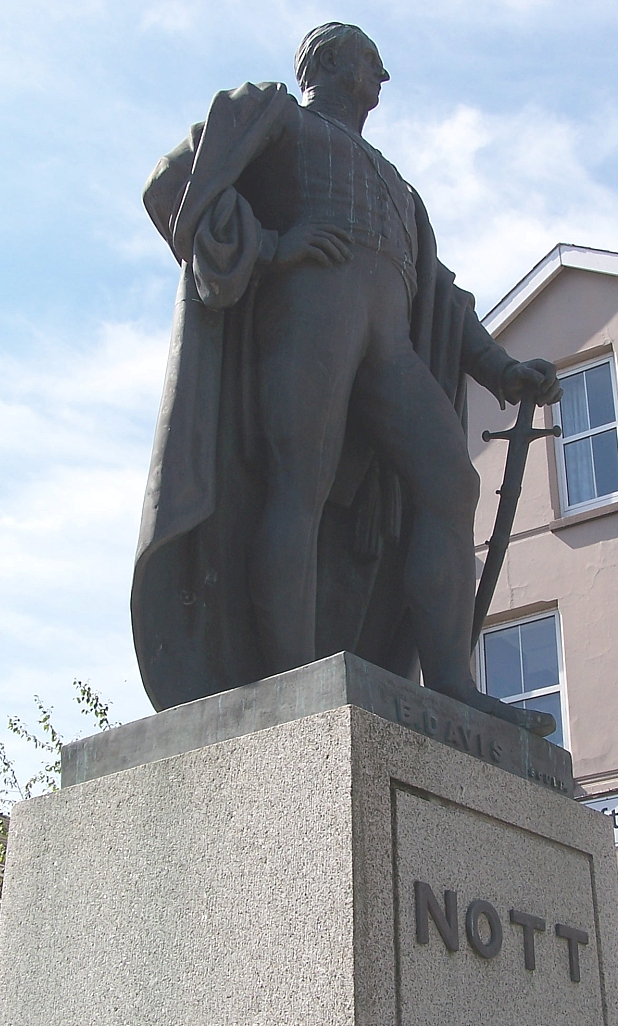
Pomnik Notta w Carmarthen

William Nott (ur. 1782, zm. 1 stycznia 1845 w Carmarthen) – brytyjski wojskowy.
Był drugim synem Charlesa Notta, rolnika z Herefordshire, który w 1794 r. przeprowadził się do Carmarthen w Walii. William nie odebrał całościowej edukacji, ale udało mu się uzyskać stopień kadeta w Armii Indyjskiej. W 1800 r. wyjechał do Indii. W 1825 r. został dowódcą pułku piechoty złożonego z Hindusów. Po wybuchu I wojny brytyjsko-afgańskiej otrzymał dowodzenie nad brygadą. Został również dowódcą wojsk brytyjskich w Kandaharze. W listopadzie 1840 r. zdobył Khelat.
Nott był trzeźwo myślącym oficerem, a jego oddziały wyróżniały się zdyscyplinowaniem i wysokim morale. Jednak ze względu na jego trudny charakter, stopień oficera Kompanii Wschodnioindyjskiej oraz brak szacunku dla brytyjskiego kandydata na afgański tron, Szui Szaha, nie otrzymał w 1841 r. stanowiska głównodowodzącego wojsk brytyjskich w Afganistanie, które przypadło Williamowi Elphinstone’owi.
W grudniu 1841 r. nadszedł rozkaz Elphinstone’a, aby Nott wysłał do Kabulu brygadę Maclarena, jednak z powodu nadejścia zimy rozkaz ten nie został wykonany. Pod koniec stycznia 1842 r. do Kandaharu dotarły wieści o masakrze armii Elphinstone’a oraz list od Szui Szaha, nakazujący Brytyjczykom wycofanie się do Indii. Nott odrzucił to żądanie. W maju otrzymał rozkaz od gubernatora generalnego nakazujący mu odwrót do Indii, a w lipcu nakazujący mu odwrót w kierunku na Kabul i Dżalalabad, gdzie stacjonowała druga armia brytyjska generała Pollocka.
Nott wyruszył z Kandaharu na początku sierpnia. 30 sierpnia pokonał Afgańczyków pod Ghazni, a 6 września zdobył i zniszczył to miasto. Znajdujące się tam wrota Somnath Nott wysłał do gubernatora. 17 września przybył do Kabulu, gdzie połączył się z generałem Pollockiem. 12 października Pollock i Nott odeszli z Kabulu i powrócili do Indii. Za zasługi podczas kampanii Nott otrzymał Krzyż Wielki Orderu Łaźni.
W 1843 r. Nott powrócił do Wielkiej Brytanii, gdzie przyznano mu pensję w wysokości 1000 funtów rocznie. Nott zmarł w Carmarthen w 1845 r.